# Stammbuch der Althessischen Ritterschaft
Das Stammbuch der Althessischen Ritterschaft ist ein der Althessischen Ritterschaft gewidmetes genealogisches Werk von Rudolf von Buttlar-Elberberg aus dem Jahr 1888. Stammtafeln der Althessischen Ritterschaft aus neuerer Zeit erschien im Jahr 1932 von Karl von Baumbach-Nassenerfurth als eine von mehreren Fortsetzungen.

## Inhalt und Entstehung
Es enthält die Stammtafeln, dazu jeweils eine Wappenabbildung von 39 im ehemaligen Kurfürstentum Hessen ansässigen, teilweise in Deutschland bedeutenden Geschlechtern und erschien nach 20 Jahren Vorarbeit im Jahr 1888 im Druck bei Wilhelm Borner (Wolfhagen) bzw. im Verlag des Hofbuchhändlers Gustav Klaunig in Kassel.
Die Stammtafeln beginnen zumeist ab dem 13. Jahrhundert, ungefähr in der Zeit der Entstehung der Geschlechternamen im Allgemeinen. Auch sind darin Geburts- und Sterbeorte sowie die Hochzeitsorte genannt. Es wurden folgende Geschlechter berücksichtigt:
- Amelunxen
- Baumbach
- Berlepsch
- Biedenfeld
- Bischoffshausen
- Bodenhausen
- Boineburg
- Buttlar
- Canstein
- Cornberg
- Dalwigk
- Dörnberg
- Eschwege
- Gilsa
- Hanau
- Heßberg
- Heydwolf
- Hundelshausen
- Keudell
- Knoblauch zu Hatzbach
- Löwenstein
- Malsburg
- Milchling zu Schönstadt
- Osterhausen
- Pappenheim
- Rau von Holzhausen
- Riedesel
- Schachten
- Schenck zu Schweinsberg
- Schutzbar genannt Milchling
- Schwertzell zu Willingshausen
- Stein-Liebenstein
- Stockhausen
- Treusch von Buttlar
- Trotz zu Solz
- Urff
- Verschuer
- Waitz von Eschen, genannt Hilchen
- Wolff von Gudenberg

## Auflage und Preis
Die Auflage der für den Buchhandel bestimmten Exemplare war mit 30 Stück, die unter anderem durch den hohen Preis von 120 Mark vermutlich hauptsächlich von größeren Bibliotheken gekauft wurden, vergleichsweise klein.

## Bewertung
Dieter Wunder, der das Stammbuch der Althessischen Ritterschaft als Quelle „alle[r] genealogische[n] Angaben“ in einem im Jahr 2014 veröffentlichten Aufsatz verwendete, bewertete den Autor Rudolf von Buttlar-Elberberg als „für das 18. Jahrhundert im Großen und Ganzen zuverlässig“.
Eduard Grimell behauptete, dass nur die jüngeren Generationen zuverlässige Informationen enthielten. Ältere Generationen hingegen seien bei Buttlar-Elberbach mit Vorsicht zu genießen. Er habe teilweise unmögliche Herkunftslegenden, vermutlich um Auseinandersetzungen zu vermeiden, unkritisch übernommen.

„Bei den ältesten Generationen der einzelnen Adelsgeschlechter sind die Stammtafeln mit Vorsicht zu benutzen. Rudolph v. B. hat die Aufstellung der einzelnen Familien, die über ihre Herkunft und ihren Ursprung mitunter nicht haltbare Traditionen besaßen und darauf aufbauten, wohl um nicht Protest zu wecken, einfach übernommen und nur bei den jüngeren Generationen kritisch gesichtet und ergänzt“

Verschiedene Autoren hatten das Werk Buttlar-Elberbergs im Jahr nach der Veröffentlichung als „prächtig ausgestattete[s] Album“ bzw. „das Beste, was bisher in ähnlichen Sammelwerken über die althessische Ritterschaft erschienen ist“ gepriesen. Der Autor, dessen Erstlingswerk es war, habe dieses Werk in „Gewissenhaftigkeit“ und „mit großem Fleiße in einer langen Reihe von Jahren zusammengetragen“. Die „Uebersichtlichkeit der Stammtafeln [sei] lobenswerth, [und] besonders für den Fachmann angenehm und zeitsparend.“
Insbesondere die jüngeren Generationen der Stammtafeln, so Alexander von Dachenhausen, heben sich durch Vollständigkeit bzw. Genauigkeit einschließlich der Töchternamen hervor.

## Stammtafeln der Althessischen Ritterschaft
Im Jahr 1932 erschien die erste Fortsetzung des Stammbuchs der Althessischen Ritterschaft, das nach annähernd 50 Jahren nicht mehr auf dem aktuellen Stand war. Das neue Werk von Karl von Baumbach-Nassenerfurth erhielt den Namen Stammtafeln der Althessischen Ritterschaft.
Anlass der Fortsetzung war das 400. Jubiläum des Jahres 1532, als das von Philipp dem Großmütigen gestiftete Kloster Kaufungen und das des Stifts Wetter durch ihn der Althessischen Ritterschaft übergeben wurden.
Mindestens in den Jahren 1958 und 1977 erschienen weitere, ebenfalls von der Althessischen Ritterschaft herausgegebene Fortsetzungen von den Autoren Siegfried von Dörnberg und Winfried Schutzbar-Milchling, jeweils unter dem Titel: Stammtafeln der althessischen Ritterschaft im ehemaligen Kurfürstentum Hessen.
Inhaltlich sind nach wie vor die Stammtafeln der schon in Buttlar-Elberbergs vorherigen Band berücksichtigten, 39 im Raum des ehemaligen Kurfürstentum Hessen blühenden Adelsgeschlechter vertreten, des Weiteren sechs Geschlechter im Raum Hessen-Darmstadt bzw. Großherzogtum Hessen, die Anfang des 20. Jahrhunderts nach Westfalen abgetrennt wurden:
- Breidenbach zu Breidenstein
- Buseck
- Leonhardi
- Nordeck zur Rabenau
- Rotsmann
- Wambolt von Umstadt

Die Stammtafeln der Fortsetzung beinhalten in etwa „fünf Geschlechterfolgen“ (Generationen) jeweils die Nachkommen von Stammvätern, die um das Jahr 1800 lebten. Unverheiratet verstorbene Glieder der Stammtafeln, die schon in Buttlar-Elberbergs Band standen, wurden weggelassen. Kinderlos verstorbene, aber verheiratete Personen wurden hingegen berücksichtigt.
Ein Namensregister fehlt wie in Rudolf von Buttlar-Elberbergs vorherigem Band auch in Carls von Baumbach Fortsetzung.

## Ausgabe
- Rudolf von Buttlar-Elberberg: Stammbuch der Althessischen Ritterschaft. Enthaltend: die Stammtafeln der im ehemaligen Kurfürstenthum Hessen ansässigen zur Althessischen Ritterschaft gehörigen Geschlechter: […] Dem Verein der Althessischen Ritterschaft gewidmet von Rudolf von Buttlar-Elberberg. Gedruckt bei Wilhelm Borner in Wolfhagen 1888. Cassel, Gustav Klaunig, Hof-Buchhandlung. (Volltext auf den Seiten der Niedersächsischen Staats- und Universitätsbibliothek Göttingen)

## Fortsetzungen (Auswahl)
- Verein der Althessischen Ritterschaft (Hrsg.): Karl von Baumbach-Nassenerfurth: Stammtafeln der Althessischen Ritterschaft aus neuerer Zeit als Fortsetzung des Rudolf von Buttlar’schen Stammbuchs der Althessischen Ritterschaft im ehemaligen Kurfürstentum Hessen bearbeitet unter Beifügung von Stammtafeln der ritterlichen Geschlechter im ehemaligen Kurfürstentum Hessen. Zum vierhundertjährigen Jubiläum des ritterschaftlichen Stiftes Kaufungen mit Wetter. Scheitler (Verlag), Rudolstadt 1932. (Volltext)
- Verein der Althessischen Ritterschaft (Hrsg.): Siegfried von Dörnberg: Stammtafeln der Althessischen Ritterschaft im ehemaligen Kurfürstentum Hessen: unter Beifügung der Stammtafeln der ritterschaftlichen Geschlechter im ehemaligen Großherzogtum Hessen als Fortsetzung des Rudolf von Buttlar’schen Stammbuches aus dem Jahre 1888 sowie der Stammtafeln des Karl von Baumbach-Nassenerfurth aus dem Jahre 1932. Hoehl (Verlag), Bad Hersfeld 1958.[14]
- Verein der Althessischen Ritterschaft (Hrsg.): Winfried von Schutzbar-Milchling: Stammtafeln der Althessischen Ritterschaft im ehemaligen Kurfürstentum Hessen: unter Beifügung der Stammtafeln der ritterschaftlichen Geschlechter im ehemaligen Großherzogtum Hessen als Fortsetzung des Rudolf von Buttlar’schen Stammbuches aus dem Jahre 1888 sowie der Stammtafeln des Karl von Baumbach-Nassenerfurth aus dem Jahre 1932 und der Stammtafeln des Siegfried von Dörnberg aus dem Jahre 1958 und der Stammtafeln des Winfried von Schutzbar. Wißmann (Verlag), 1977.[15]